# Сущенко Леонід Григорович
Леоні́д Григо́рович Су́щенко (1902, місто Таганрог, тепер Ростовської області, Російська Федерація — жовтень 1977) — радянський залізничник, начальник Одеської, Північної та Свердловської залізниць.

## Життєпис
Народився в родині залізничника. У 1915 році, після закінчення двох класів залізничної школи, почав працювати в майстернях 22-ї дистанції колії на станції Іловайськ Катеринської залізниці. У 1922 році призначений комірником околодку 22-ї дистанції. З 1924 року — секретар комітету профспілки 22-ї дистанції Катеринської залізниці, завідувач культвідділу Іловайської районної профспілки залізничників.
Член ВКП(б) з 1927 року.
У 1928 році закінчив курси радистів.
З квітня 1928 року — радіотехнік 7-ї дистанції зв'язку на станції Дебальцеве-Сортувальна. З жовтня 1929 року — голова Дебальцевської районної професійної спілки залізничників.
У жовтні 1930 року призначений завідувачем відділу праці та кадрів Краснолиманського експлуатаційного району Південної залізниці. У липні 1932 — липні 1933 року — заступник начальника Харківського експлуатаційного району Південної залізниці.
У липні 1933 — травні 1934 року — начальник Московського експлуатаційного району Північної залізниці. У травні 1934 року направлений на станцію Няндома, де йому доручено організувати роботу створеного 7-го Няндомського відділення руху Північної залізниці.
У червні 1936 — листопаді 1937 року — заступник начальника Північної залізниці. У листопаді 1937 — жовтні 1940 року — начальник Північної залізниці.
У жовтні 1940 — січні 1942 року — начальник Карагандинського відділення служби руху Карагандинської залізниці. З січня до вересня 1942 року працював на будівництві лінії Акмолинськ — Картали в ранзі заступника начальника залізниці та заступника начальника будівництва.
У вересні 1942 — січні 1943 року — начальник служби руху — заступник начальника Свердловської залізниці. У січні — жовтні 1943 року — начальник Свердловської залізниці.
У жовтні 1943 року, через захворювання туберкульозом, переведений в резерв Народного комісаріату шляхів сполучення СРСР і з листопада по грудень 1943 року лікувався в Москві.
У січні — листопаді 1944 року — заступник начальника Головного вантажного управління Народного комісаріату шляхів сполучення СРСР.
У листопаді 1944 — вересні 1946 року — заступник начальника Одеської залізниці.
У вересні 1946 — травні 1953 року — начальник Одеської залізниці.
У травні 1953 — 1956 року — заступник начальника Одесько-Кишинівської залізниці.
У 1956—1962 роках — дорожній ревізор з безпеки руху Одеської залізниці.
З 1962 року — персональний пенсіонер союзного значення. Помер у жовтні 1977 року.

## Нагороди
- орден Леніна (4.04.1936)
- орден Трудового Червоного Прапора
- дві медалі
- «Почесний залізничник»